# Stenopogon nigritulus
Stenopogon nigritulus là một loài ruồi trong họ Asilidae. Stenopogon nigritulus được Coquillett miêu tả năm 1904. Loài này phân bố ở vùng Tân Bắc giới.